# FIRE!!
「FIRE!!」（ファイア）は、日本の歌手・和田光司の歌。2002年に2種類のシングルとしてリリースされた。

## 概要
- フジテレビ系アニメ『デジモンフロンティア』のオープニングテーマ、また東映配給のアニメ映画『デジモンフロンティア 古代デジモン復活!!』のオープニングテーマに用いられた。

## オリジナル・シングル
シングル「FIRE!!」は、和田光司の6枚目のシングルとして、2002年4月24日にリリースされた。発売元はNECインターチャネル、販売元はキングレコード（NECM-12028）。

### 収録曲
1. FIRE!! [4:11]
作詞：山田ひろし、作曲・編曲：太田美知彦
2. With The Will [4:07]
作詞：大森祥子、作曲・編曲：渡部チェル
3. FIRE!!（オリジナル・カラオケ）
4. With The Will（オリジナル・カラオケ）

## FIRE!!/イノセント〜無邪気なままで〜
「FIRE!!/イノセント〜無邪気なままで〜」（ファイア / イノセント むじゃきなままで）は、2002年7月24日から期間限定でリリースされた、「イノセント〜無邪気なままで〜」とのカップリングによる両A面シングルである。発売元・販売元ともオリジナルのシングルと同じである（NECM-12034）。

### 概要
- 東映配給の劇場アニメ『デジモンフロンティア 古代デジモン復活!!』の公開を受けて、エンディングテーマ「イノセント〜無邪気なままで〜」とのカップリングで、期間限定盤シングルとしてリリースされた。
- アニメ『デジモンフロンティア』ジャケットは劇場用描き起こしのオープニングとエンディングの両方を収録したもので、収録曲はアニメと同じく劇場版作品のオープニングおよびエンディングに使用された。
- ジャケットは劇場用に新しく描き起こされたものとなっている。

### 収録曲
1. FIRE!! [4:11]
作詞：山田ひろし、作曲・編曲：太田美知彦
2. イノセント〜無邪気なままで〜 [4:25]
作詞：松木悠、作曲：千綿偉功、編曲：渡部チェル
3. FIRE!!（Original Karaoke）
4. イノセント〜無邪気なままで〜（Original Karaoke）

## 収録アルバム
- FIRE!!
デジモンフロンティア ベストヒットパレード
The Best Selection〜Welcome Back!
DIGIMON HISTORY 1999-2006 ALL THE BEST
DIGIMON MOVIE SONG COLLECTION
DIGIMON SONG BEST OF KOJI WADA
- With The Will
デジモン挿入歌ワンダーベストエボリューション
デジモンフロンティア ベストヒットパレード
The Best Selection〜Welcome Back!
DIGIMON HISTORY 1999-2006 ALL THE BEST
DIGIMON MOVIE SONG COLLECTION
DIGIMON SONG BEST OF KOJI WADA